# Franz Adolf Ziegler
Franz Adolf Ziegler (17. Januar 1833 in Bern – 17. Mai 1899 ebenda) war ein Schweizer Mediziner.

## Leben
Ziegler war der Sohn des Bierbrauers Friedrich Emmanuel und dessen Frau Maria geb. Lutz. Er heiratete Hedwig Schneider, eine Tochter von Johann Rudolf Schneider.
Er studierte Medizin in Bern und wurde 1857 zum Dr. med. promoviert. Es folgten Weiterbildungen in Wien, Prag und Paris. Danach eröffnete er eine Arztpraxis und wurde später Arzt am Burgerspital. Ab 1863 war er Privatdozent an der Universität Bern. Von 1876 bis 1899 war er Oberfeldarzt der Armee.
Ziegler reorganisierte den Armeesanitätsdienst mittels einer besseren Ausbildung der Sanitätsoffiziere sowie durch Reglemente und Instruktionen, förderte die Militärsanitäts- und Samaritervereine und engagierte sich beim Roten Kreuz. Mit der „Allg. Schweizerischen Militärzeitschrift“ lieferte er sich über diese Reorganisation eine Kontroverse.
Er war Ehrenmitglied zahlreicher militärärztlichen Gesellschaften im In- und Ausland.